# Tropidozineus inexpectatus
Tropidozineus inexpectatus är en skalbaggsart som först beskrevs av Julius Melzer 1935.  Tropidozineus inexpectatus ingår i släktet Tropidozineus och familjen långhorningar. Inga underarter finns listade i Catalogue of Life.